# Слитинци
Слитинци (енгл. Slitheen) су измишљена породица Раксакорикофалапаторијанаца, масивних двоножних ванземаљаца, у дуготрајној британској научнофантастичној телевизијској серији Доктор Ху. Они су противници Деветог Доктора и касније Саре Џејн Смит. Слитинци су породица ванземаљаца на бази калцијума који носе јаја, са измишљене планете Ракакорикофалапторијус. Иако је њихово породично име Слитинци, њихова врста се зове Ракакорикофалапторијанци. Слитинци су нагонски ловци који су од малих ногу обучени да буду немилосрдни злочинци чија је главна мотивација зарада. Они су осуђени на свом матичном свету и не желе да се врате на своју планету у страху од смртне казне.
Слитинци су се први пут појавили у епизодама серијала из 2005. „Ванземаљци из Лондона” и „Трећи светски рат” , а затим се појављују у каснијим епизодама Доктора Хуа и спиноф серије Авантуре Саре Џејн.

## Физичке особине
Одрасли Слитинци су високи 2,4 метра и прекомерно тешки, али су мишићаве грађе са дугим подлактицама, снажним оштрим канџама и лицима налик на бебе. Имају пар очних капака који се померају у страну и никтирајућу мембрану. Очигледно је да поседују огромну физичку снагу јер се показало да су довољно јаки да подигну људе са земље. Имају јако развијено чуло мириса јер могу да осете адреналин и хормоне код људи и ако неко од њихове врсте умре. Ракакорикофалапторијанке могу да производе отрове у својим телима да их користе против својих непријатеља. Познати начини самоодбране укључују отровну стрелицу која се формира у њиховом прсту, а затим испаљује, као и издисање отрованог даха. Чланови породице Слитинаца имају зелену кожу, иако постоје варијације у тону коже других породица Ракакорикофалапторијанаца. У серијалу Дар серије Авантуре Саре Џејн, чланови породичне групе Слитинаца-Блатеринаца су приказани са наранџастом кожом. Слитинци такође имају презимена са цртицом која омогућавају Доктору да закључи планету њиховог порекла.
Слитинци се прерушавају тако што се увлаче у кожу својих жртава, користећи компресиона поља створена огрлицом коју носе око врата да би своју огромну величину стиснули у мањи простор. У почетку је однос компресије био ограничен тако да су маскирани били гојазни људи, иако су се неки прерушавали у витке особе. Овај проблем је превазиђен новом технологијом у време Изгубљеног дечака, у којем су коришћене коже мршавих људи. До времена специјала „Са Ракакорикофалапторије с љубављу”, могли су да се користе и нижим људима. Испуштање гасова коју компресија производи такође се накупља унутар стечене коже, изазивајући веома гласно надимање код људи (избачени гас мирише на лош задах за који је Доктор приметио да је облик пропадања калцијума − иако се у стварности бактерије које изазивају пропадање зуба разликују од оних које изазивају лош задах). Овај нежељени ефекат је такође превазиђен новијом технологијом у Изгубљеном дечаку.

### Размена гасова
Када су Слитинци у својим кожним оделима, они гласно пуштају гасове; они то зову размена гасова. Ово такође може бити узроковано прекомерним храњењем. У Дару, Сара Џејн и дружина уништавају њихов извор хране, биљку звану Рактрава која је пореклом из Ракакорикофалапаторијуса. Рактрава, када се пробави, налази се у њиховим желуцима. Користећи звук сваког уређаја за производњу звука у близини, Господин Смит покреће звук на тавану. Ово узрокује да ванземаљци Слитинци-Блатеринци почну неконтролисано да пуштају гасове, а услед накнадне вибрације звука и сопствених гасова, њихови трбуси пуцају. Клајд затим каже да су ванземаљци са Блатерина „умрли од прдежа”.

#### Рањивости
Ракакорикофаллапаторијанци су осетљиви на сирћетну киселину која реагује експлозивно — и кобно — на њихова тела, чинећи Слитинце алергичним на сирће, кечап и кока-колу. Један ракакорикофалапаторијански метод погубљења подразумева спуштање осуђеника у котао са сирћетном киселином, загрејаној до кључања. Киселост раствара кожу, узрокујући да унутрашњи органи падају у течност док је осуђеник још жив, сводећи их на „супу” у спорој и болној смрти. У епизоди „Трећи светски рат”, када је једног Слитинца ударила струја, дејства су се пренела и на друге Слитинце, чак и оне широм града.

## Концепт
Сценариста и шоуранер Расел Т. Дејвис засновао је идеју о породици антагониста око Обертида из романа „Људска природа”, из серијала Нових невиних пустоловина. Одлука да Слитинци нападну Даунинг стрит подстрекнута је песмом и спотом „Jump” групе Girls Aloud. У претпродукцији епизода, одлучено је да се Слитинци појављују и као физички костими и као рачунарски генерисани модели. Међутим, касније је откривено да костими не одговарају њиховим компјутерски генерисаним верзијама, а откривено је и да костими имају многа ограничења, што је довело до тога да је екипа изабрала да избегне хибридни приступ костима и рачунарских ефеката за будуће епизоде. Дејвис је био задивљен наступом Анет Бедленд у улози Слитинке Блон Фел-Фоч Пасамир-Деј током продукције епизода „Ванземаљци из Лондона” и „Трећи светски рат” и питао ју је да ли би била вољна да се врати у серију некад у будућности. У жељи да се врати њеном лику, одабрао је једанаесту епизоду 1. серијала да се усредсреди на њу, која је на крају постала „Град пракса”. Пошто су костими и рачунарски генерисани модели већ постојали, буџет је био веома мали, што је омогућило климактичну завршну секвенцу у епизоди.
Дејвис је првобитно изнео идеју о спиноф серији Авантуре Саре Џејн са идејом „Сара Џејн против Слитинаца”. Како су чудовишта била посебно привлачна за млађе гледаоце и била су део првог серијала оживљавања Доктора Хуа, он је осећао да су права чудовишта за укључивање у серију, као и да су успоставили везу са Доктором Хуом.
У раном нацрту „Дара”, Слитинци су имали већу улогу, помажући људским ликовима да зауставе ширење „Јорумске траве” (раније варијанте „Рактраве” коришћене у последњој епизоди) пре него што су их издали Блатеринци. Сматрало се да су сами Блатеринци због уштеде средстава имали једноставно префарбане костима Слитинаца, али су нови костими на крају ипак осмишљени за Блатеринце.

## Појављивања
Када су се први пут појавили у епизоди „Ванземаљци из Лондона” (смештеној у 2006. годину), огранак Слитинаца из Пасамир-Деја је већ неко време био у Великој Британији, убацујући се на различите нивое британског друштва, од вођа заједнице и војног особља до политичара средњег нивоа и државних службеника. Њихова намера је била да подстакну Трећи светски рат и продају озрачене остатке Земље галактичкој привреди у рецесији као гориво за међузвездане свемирске летелице. Они су инсценирали слетање ванземаљског свемирског брода у централном Лондону, представљајући кибернетички увећану свињу као „ванземаљско” тело.
Како је свет био у стању повећане приправности и панике, а  њихов командант Џокраса преузео улогу вршиоца дужности премијера, они су убедили Уједињене нације да дозволе Уједињеном Краљевству да користи свој нуклеарни арсенал против ванземаљског „оружја за масовно уништење”. Пре него што су Слитинци успели да приме шифре за лансирање, Девети Доктор је средио да пројектил Харпун уништи Даунинг стрит 10, окончавши њихове планове и побивши све осим једног од њих који је успео да побегне путем телепорта за хитне случајеве.
Џокрасина сестра, Слитинка Блон Фел-Фоч Пасамир-Деј, која је преузела идентитет Маргарет Блејн из МИ5, преживела је и поново се појавила у епизоди „Град праска”. У протеклих шест месеци, „Блејнова” је изабрана за леди градоначелницу Кардифа и планирала је да напусти Земљу користећи енергију нове нуклеарне електране за интеракцију са Кардифским расцепом, без бриге да ће планета бити уништена у том поступку. Блејнову су зауставили Доктор и његови сапутници, а након излагања „срцу” ТАРДИС-а, вратила се у јаје. Доктор је однео јаје у мрестилишта на Ракакорикофалапаторијусу како би јој се пружила друга прилика за живот и одгајала је мирна породица Ракакорикофалапаторијуса.
Неколико година након догађаја из „Трећег светског рата”, у Освети Слитинаца (смештеној у 2008. или 2009. годину) друга група Слитинаца инфилтрирала се у грађевинско предузеће са плановима да угаси Сунце и уништи Земљу исушивањем светске воде како би се осветили за смрт Пасамир-Дејанаца. Спомиње се да су Џадуни почели да протерују Слитинце и да су разне друге породице Ракакорикфалапаторијуса радиле против њих. Породице Блатеринаца и Хостразинаца помињу се као део Ракакорикофалапаторијанци владајућих тела: Сената и Великог већа. Пошто је њиховог команданта, Глуна убила Марија Џексон, Лук Смит је успео да превари Слитинце да ресетују своју машинерију која се тада покварила и експлодирала. Двојица преосталих Слитинаца су убијена, а остали су побегли, међу којима је било и једно од њихове деце, Корста прво дете Слитинац које се појавило у серији.
Слитинци су се вратили у Изгубљеном дечаку где су се, користећи новију технологију компресије, два Слитинца по имену Дак и Блурм представљали као Лукови „прави” родитељи Џеј и Хајди Стафорд. Они су били под командом Корсте који је планирао да освети смрт своје породице. Још један Слитинац (који је био дете или ниска одрасла особа) појавио се у специјалу из 2009. „Са Ракакорикофалапаторијуса са љубављу”, маскирајући се као галактички дипломата у покушају да украде пса робота Саре Џејн, К9.
Слитинци су се појавили у роману Стивена Кола „Чудовишта изнутра”, из серијала Новог низа пустоловина. Када су Девети Доктор и Роуз Тајлер ухапшени у систему Правда 2501. године, Доктор дели ћелију са Слитинцима Драмом Фел-Фочом и Ектоском Фел-Фоч Хапен-Бар који тврде да су након догађаја на Земљи остаци породице отишли у стечај и постали историчари. Слитинци заправо нису одустали од посла и били су у сукобу са утицајнијом породицом Блатеринаца. Када су Доктор и Роуз осујетили покушај Блатеринаца да преузму систем, Слитинци су били задовољни што виде да поново могу да постану власници зараде у својој врсти. Блатеринци су поново поменути у епизоди Авантура Саре Џејн, Освета Слитинаца.
У завршници 3. серијала Авантура Саре Џејн, Дар, слитинско-блатерински пар из брачне линије две породице покушао је да прегази Земљу Рактравом, биљком која потиче из Ракакорикофалапаторијуса и која се користи као поврће које изазива зависност. Користећи звучне таласе, Слитинци и Блатеринци су изгинули јер су појели Рактраву.
У епизоди „Далек”, пуњена Ракакорикофалапаторијанска рука налазила се међу збирком ванземаљских артефаката у власништву америчког милијардера Хенрија ван Стејтена 2012. године. Роуз је касније споменула Слитински парламент Ракакорикофалапаторијуса у „Божићној инвазији” (иако је њен импровизовани говор био пастиш фраза које је покупила на својим путовањима са Доктором). Граске је ухапсио члана Слитинаца у мини-епизоди „Напад Граскеа”, а касније је узвратио против отмичара пошто је ослобођен. Роуз је оптужила Доктора (након његове регенерације у Десетог Доктора) да је прерушен Слитинац у мини-епизоди За децу у невољи из 2005. године, а Доктор успутно помиње Слитинце и њихова одела од коже у „Одбеглој невести”.
У епизоди серијала из 2006. „Љубав и чудовишта”, ванземаљац по имену Абзорбалоф, чија је природна форма слична оној Слитинаца, тврди да је са Ракакорикофалапаторијусове планете близнакиње Клом. Свемирски брод Слитинаца из „Ванземаљаца из Лондона” такође је виђен у флешбеку у истој епизоди.
Слитиннци се накратко појављују у роману са Десетим Доктором, Ноћна мора Црног острва, аутора Мајка Такера, настали из Роузиних сећања, заједно са Далецима и Нестенском свешћу. Доктор у истом роману накратко помиње Слитинце док разговара са чланом Кинрога о скривању испод одела налик људским. У каснијем роману Последњи Додо, када су Доктора питали да ли је икада сањао, он тврди да му се понавља сан у коме га Слитинац на коњу за љуљање јури. Слитинци се појављују као скица у Дневнику немогућих ствари Џона Смита у епизоди „Људска природа”. Нажврљане речи на цртежу говоре да су „увек за новац”.
У епизоди серије Торчвуд, „Ресет”, новински исечак Блонове која се представља као Маргарет Блејн, претходно виђен у „Граду праска”, може се видети када Марта Џоунс уђе у центар.
Интернет страница Доктор Ху садржи сегмент под називом Чудовишта капетана Џека који приповеда Џон Бароуман, који пружа податке о ванземаљским врстама. Епизода која се усредсређује на Слитинце приказује породично стабло које се односи на бројне сродне породице, сви са суфиксом, -инац, са изузетком „Абзорваловских побуњеника”, која се односи на Абзорбалофа из „Љубави и чудовишта” са планете близнакиње Клом.
Слитинци се помињу у аудио-књизи Утварни свет када Клајд Лангер напомиње да не може да разуме зашто би Лук и Рани желели да читају о измишљеним пустоловинама када су се суочили са Слитинцима.
Иако се Слитинци не појављују у „Времену Доктора”, Доктор их помиње као међу снагама окупљеним око Трензалора.

## Пријем
У рецензији епизоде „Ванземаљци из Лондона” часописа Radio Times критикују се Слитинци, као и концепт који стоји иза њихових поља компресије, и наводи се да: „Слитинци никада неће радити ни за кога. Много говори то да су костими често поново коришћени у Авантурама Саре Џејн, серији више опредељеној на децу, и остављени су да труну откако је Стивен Мофат преузео Доктора Хуа.” Арнолд Т. Блумбург, пишући за магазин Now Playing, истакао је костиме Слитинаца као „лепо израђена чудовишта”, иако је критиковао употребу рајсфершлуса на њиховим оделима у свемирској кожи, као и детињаст хумор који окружује Слитинце. Аласдер Вилкинс, који је писао за The AV Club, бранио је хумор који се фокусирао на слитинско испуштање гасова, али је критиковао како дводелна епизода не „...схвата саме Слитинце озбиљно,” наводећи своје разочарење, „...јер постоји доста интелигенције у томе како дводелна епизода приказује Слитинце.”
Марк Дипаоло, пишући о политичкој сатири у Доктору Хуу, навео је Слитинце као пример за то, наводећи да: „Ако би се замислило да је америчка влада била та у коју су се инфилтрирали Слитинци, да је Светски трговински центар уништен авионом уместо Биг Бена свемирским бродом, а сирова нафта је била циљ Слитинаца уместо горива за свемирски брод, онда би епизода деловала као алегоризована драматизација теорије завере о 11. септембру коју је представио Тери Мејсен у књизи Велика лаж.” Један рад из физике са Универзитета у Лестеру израчунао је силу слитинског поља компресије.

## Напомена
1. ↑  У Инвазији Бејна се наводи да је К9 Генерације IV био у црној рупи већ 18 месеци, а „Школски сусрет” се дешава 2007. године.